# Flaggenstreit

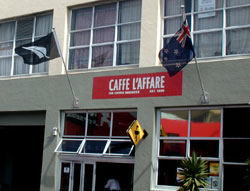
Neuseeland: Nationalflagge und Silberfarn-Flagge friedlich nebeneinander

Mit Flaggenstreit oder Flaggenkrieg wird eine Kontroverse über die Verwendung oder die Symbolik einer Flagge bezeichnet, die äußerst heftig geführt wird. Teilweise wird diese sogar als „symbolpublizistischer Bürgerkrieg“ bezeichnet. Die Gründe für den Streit sind zumeist politischer und/oder ideologischer Natur. Gerade in Zeiten des politischen Umbruchs, in denen die nationalen Symbole oft einen Wandel erleben, wird um diese meist erbittert gestritten.
Abweichend davon kann mit einem Flaggenstreit auch der Konflikt über die zu setzende Nationalflagge auf einem bestimmten Territorium, um Besitzansprüche eines Staates zu bekräftigen, gemeint sein. Ein Beispiel dafür wäre der Flaggenstreit zwischen den Vereinigten Staaten und Panama 1964 oder der Konflikt zwischen Kanada und Dänemark um die Hans-Insel.

## Historische Beispiele

### Weimarer Republik
Mit dem Wechsel von Schwarz-Weiß-Rot des Kaiserreiches zu Schwarz-Rot-Gold in der Weimarer Republik kam es zu ständigen Diskussionen über die deutschen Nationalfarben. Der Streit führte neben parlamentarischen und öffentlichen Diskussionen sogar zu Straßenkämpfen zwischen den gegnerischen Lagern. Die Monarchisten und Nationalsozialisten favorisierten die Wiedereinführung der alten Flagge und verspotteten die neue Flagge als „Schwarz-Rot-Mostrich/Senf“. Die Gegner der Kaiserfarben antworteten mit „Schwarzweißrot, Männeken ist tot, Schwarzrotgold, die Jungfrau, die ist hold.“
1926 scheiterte das Kabinett Luther II sogar am Flaggenstreit. Reichskanzler Hans Luther ordnete am 5. Mai 1926 an, dass die gesandtschaftlichen und konsularischen Behörden des Reiches im außereuropäischen Ausland in Zukunft die schwarz-rot-goldene Nationalflagge und die schwarz-weiß-rote Handelsflagge (mit dem schwarz-rot-goldenen Obereck) nebeneinander setzen sollten. In den darauf folgenden hitzigen Debatten sowohl in der Öffentlichkeit als auch am 12. Mai 1926 im Reichstag wurde Luther schließlich gestürzt.
Der Streit eskalierte an Häuserbeflaggungen vor der Reichstagswahl am 6. November 1932. Sein Ende fand er mit der Machtübernahme der Nationalsozialisten und der vorläufigen Wiedereinführung von Schwarz-Weiß-Rot als Nationalflagge Deutschlands. Schwarz-Rot-Gold kehrte mit der Gründung der Bundesrepublik Deutschland (Mai 1949) und der DDR (7. Oktober 1949) nach dem Zweiten Weltkrieg endgültig zurück.

2:3  Flagge des Deutschen Kaiserreichs
2:3  Flagge der Weimarer Republik

### Monarchisten gegen Republikaner in Portugal 1910
Mit der Ausrufung der Republik am 5. Oktober 1910 brach ein so heftiger Streit über die zukünftigen Symbole des Landes aus, dass man später vom „Flaggenkrieg“ (A Guerra das Bandeiras) sprach. In dieser Zeit gab es eine Vielzahl von unterschiedlichen Vorschlägen für eine neue Nationalflagge. Vor allem über die Grundfarben wurde diskutiert. Während die Republikaner ihre traditionellen Farben Rot und Grün als neue Farben wollten, hielten die Monarchisten an dem alten Blau-Weiß fest. Blau hatte zudem eine religiöse Bedeutung als Farbe Unserer Lieben Frau der Empfängnis (Nossa Senhora da Conceição), der Schutzpatronin Portugals, und war ein Dorn in den Augen der Republikaner, welche die Säkularisierung Portugals anstrebten. In einer Regierungskommission wurden ab dem 15. Oktober 1910 verschiedene Entwürfe diskutiert. Schließlich entschied sie sich für das Grün-Rot der Republikanischen Partei als Farben für die neue Flagge Portugals. Die politische Bedeutung dieser Farben, die bereits die republikanischen Aufständischen vom 31. Januar 1891 in Porto verwendeten, wurde hinter patriotischen Begründungen verborgen.
Gewalttätige Folgen hatte der Flaggenwechsel in der Kolonie Portugiesisch-Timor, in der Unruhen ausbrachen. Die dortigen Kleinkönige (Liurai), die unter Oberhoheit Portugals die direkte Macht ausübten, hatten unter anderem als Zeichen des Bündnisses jeweils eine portugiesische Flagge erhalten, die der timoresischen Tradition folgend als heilige Objekte verehrt wurden, aus denen die Herrscher ihre Autorität und Stärke schöpften. Diese heilige Bedeutung der blau-weißen Flagge führte dazu, dass die neue Flagge oft nicht angenommen und die alte Flagge der Monarchie von den Liurais weiter benutzt wurde.

2:3   Flagge des Königreichs Portugal ab 1830
2:3  Flagge der Republik Portugal ab 1910

### Die exakte Farbgebung der Flagge Italiens
Nach einer Reform unter der rechtsorientierten Regierung Berlusconi wurden die Farben der Flagge Italiens 2003 per Gesetz erstmals genau definiert. Statt der bis dato gebräuchlichen kräftigen Farbtöne war das Grün der Flagge nun mehr lindgrün, das Weiß nun leicht elfenbeinfarben und das Rot etwas blasser. Die Opposition nannte dies einen „farblichen Staatsstreich“. Später erklärte Berlusconi, dass es sich bei den Farbtönen, die verwendet wurden, um einen „technischen Fehler“ handle. Am 28. Juli 2006 wurden die Farben unter der linksgerichteten Regierung Romano Prodis als Grün, Weiß und Scharlachrot umdefiniert.

2:3  Flagge Italiens, 1946 bis 2003
2:3  Flagge Italiens, 2003 bis 2006
2:3  Flagge Italiens seit 2006

### Mazedonien (seit 12. Februar 2019: Nordmazedonien): Der Stern von Vergina
In den meisten Fällen streiten sich verschiedene politische Gruppen innerhalb eines Staates um die Darstellung der Nationalflagge. Als 1992 die ehemalige jugoslawische Republik Mazedonien den Stern von Vergina in ihrer roten Nationalflagge aufnahm, verlangte der Nachbarstaat Griechenland diesen wieder zu entfernen. Wie auch den Landesnamen Mazedonien, betrachtet Griechenland das Symbol als kulturelles Erbe und sah darin die Gefahr eines mazedonischen Anspruchs auf die nordgriechische Region Makedonien. 1995 tauschte Mazedonien als Kompromiss den Stern in seiner Flagge gegen eine stilisierte Sonne. In der griechischen Provinz wird eine nicht offizielle blaue Flagge mit dem Stern von Vergina verwendet.
Am 17. Juni 2018 unterzeichneten Griechenland und die Republik Mazedonien das „Prespa-Abkommen“, das die Entfernung des Sterns aus dem öffentlichen Raum auf dem gesamten Territorium der Republik Mazedonien vorsieht. In einer Sitzung Anfang Juli 2019 kündigte die Regierung des mittlerweile in Nordmazedonien umbenannten Staates die vollständige Entfernung des Vergina-Sterns aus allen öffentlichen Bereichen, Institutionen und Denkmälern des Landes an, wobei die Frist für die Entfernung gemäß den Vereinbarungen des Prespa-Abkommens auf den 12. August 2019 festgelegt wurde. Die seit 1995 verwendete Flagge mit stilisierter Sonne wurde daher auch nach der Umbenennung in Nordmazedonien beibehalten.

1:2   Flagge Mazedoniens (1992–1995)
Inoffizielle Flagge der griechischen Region Makedonien
1:2  Flagge Mazedoniens seit 1995 (unverändert auch nach der Umbenennung 2019 in Nordmazedonien)

### Berliner Flaggenkrieg 1996

Die Regenbogenfahne

Nicht ein Streit über das Design einer Nationalflagge, sondern die Verwendung eines Symbols für Homosexualität führte zum sogenannten Berliner Flaggenkrieg.
Auf Vorschlag des damaligen Schwulenverbandes Berlin-Brandenburg SVD (heute LSVD) wurde 1996 das erste Mal in Deutschland die Regenbogenfahne anlässlich des Lesbisch-Schwulen Stadtfestes und des Christopher Street Days in Berlin an den Rathäusern von Schöneberg, Tiergarten und Kreuzberg gehisst. Der damalige Berliner Innensenator Jörg Schönbohm versuchte über mehrere Jahre hinweg erfolglos, das Setzen der Fahne in den Berliner Bezirken unter Verweis auf die Berliner Flaggenverordnung zu verhindern. Seit dem Amtsantritt von Klaus Wowereit als Regierendem Bürgermeister 2001 werden die Regenbogenfahnen von diesem gemeinsam mit Vertretern des LSVD jährlich zum Christopher Street Day am Roten Rathaus gehisst.

### Flagge des Irak
Der damalige Machthaber des Iraks Saddam Hussein fügte 1991 in die bisherige Nationalflagge des Irak das sogenannte Takbīr „Gott ist groß“ (Allahu Akbar) ein. Angeblich soll es sich dabei um seine persönliche Schrift gehandelt haben, weshalb die Flagge, trotz der religiösen Symbolik, nach dem Sturz Husseins 2003 in die Kritik geriet. Am 28. Juni 2004 änderte man daher zunächst die Schrift in den eckigen kufischen Duktus. Zudem wurden aber auch besonders von der kurdischen Bevölkerung die drei grünen Sterne in der Flagge, Symbol der Baath-Partei, als Erinnerung an die Unterdrückung in der Diktatur empfunden. Ein Großteil der kurdischen Gebiete setzte daher eine eigene Flagge, statt der Nationalflagge.
Bereits im April 2004 stellte der Irakische Regierungsrat einen Entwurf für eine neue Nationalflagge vor: Auf weißem Hintergrund sind ein hellblauer Halbmond und ein gelber Streifen zwischen zwei blauen Linien zu sehen. Der Entwurf löste heftige Proteste aus, da die panarabischen Farben aus der Flagge verschwanden. Außerdem meinten Kritiker, der Entwurf würde der Flagge Israels ähneln. Viele empfanden die Flagge als Symbol des Amerikanischen Iraks. So blieb es vorerst bei der Änderung des Schrifttyps.
Im Januar 2008 folgte ein weiterer Vorschlag für eine neue Nationalflagge. Der Text Allahu Akbar sollte nun in Gelb statt in Grün gehalten werden. Die gelbe Farbe sollte hier die kurdische Minderheit repräsentieren. Die Bedeutung der Sterne wurde uminterpretiert in Friede, Toleranz und Gerechtigkeit. Doch auch dieser Entwurf wurde von den Kurden wegen der Sterne abgelehnt.
Schließlich wurden die Sterne aus der Flagge entfernt. Die grüne Beschriftung erhielt zudem einen dunkleren Farbton. Im November 2008 sollte über eine neue Nationalflagge entschieden werden, die aus Einsendungen zu einem Wettbewerb ausgewählt werden sollte. Das blieb aber aus.

2:3   Flagge des Irak, 1991 bis 2004

7:10   Flaggenvorschlag von 2004
2:3    Kompromisslösung zwischen 2004 und 2008 mit abgeänderter Schrift
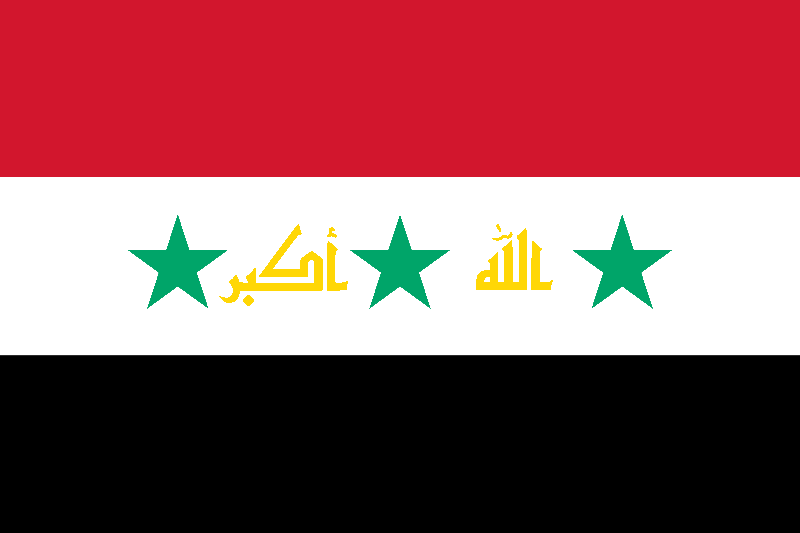
2:3   Kurzlebiger Flaggenvorschlag im Januar 2008
2:3   Flagge des Irak seit Januar 2008

### Hissen der Frankenflagge

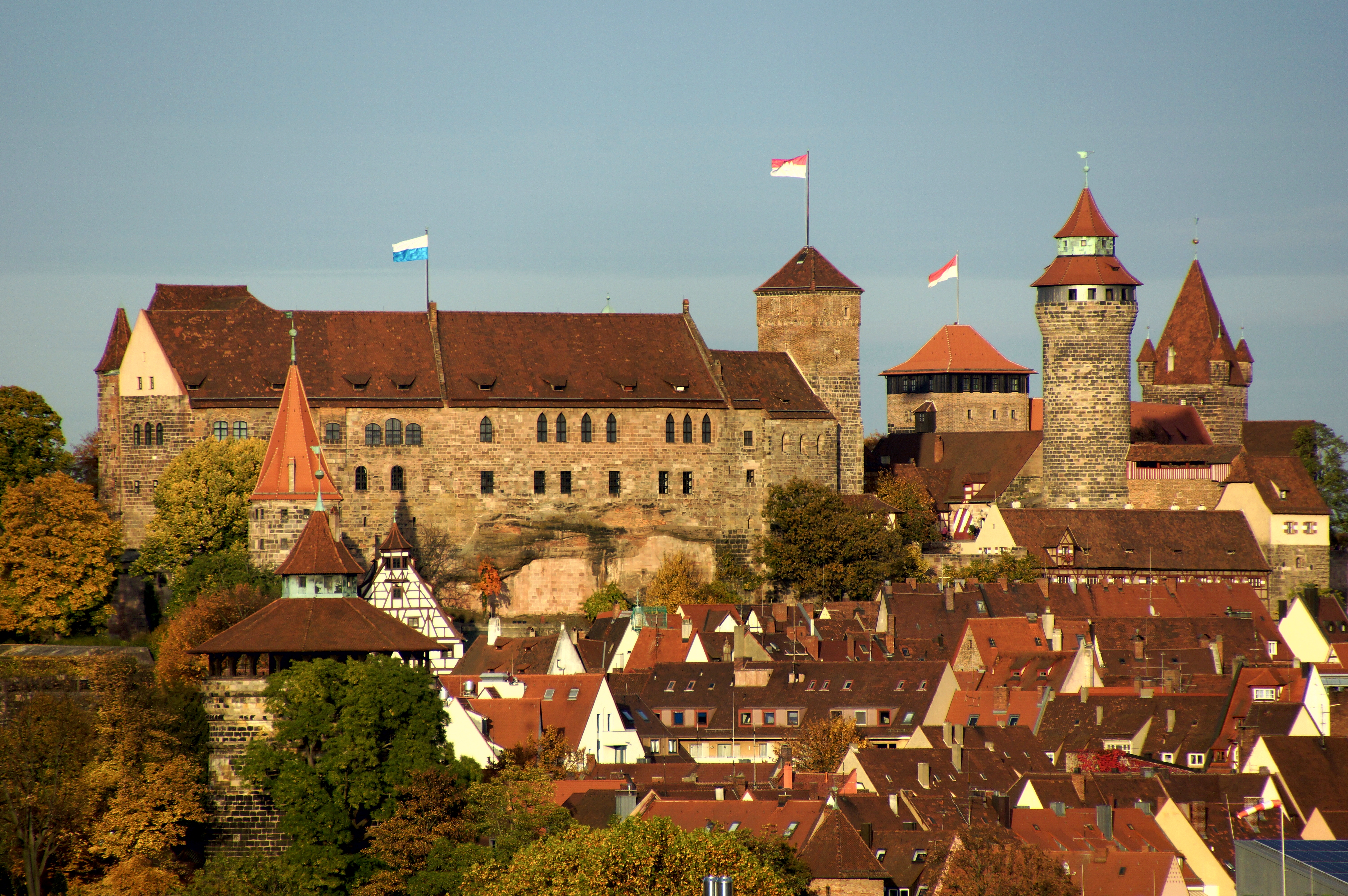
Die Nürnberger Burg mit Frankenflagge auf dem Heidenturm, der Nürnberger Flagge auf dem Fünfeckturm und der Bayernflagge auf dem Palas

Seit 2006 der Tag der Franken eingeführt wurde, forderten fränkische Politiker und Initiativen, die fränkische Flagge an öffentlichen Gebäuden hissen zu dürfen. Diese Forderung wurde jedoch in der Folge vom Bayerischen Landtag mit der Begründung, dass diese keine Staatsflagge sei, abgelehnt. Ein Verfassungsbeschluss des Landtages im Jahr 2012 hingegen stellte fest, dass die Fahne als Werbemittel neben der Flagge Deutschlands, der Bayerischen Staatsflagge und der Europaflagge an staatlichen Gebäuden zusätzlich aufgezogen werden darf.
Eine weitere Auseinandersetzung zu diesem Thema gab es um die Beflaggung der Nürnberger Burg. Das erstmalige Aufziehen einer bayerischen Flagge im Jahr 2008 wurde von vielen Nürnbergern und Franken als Affront gesehen. Ein Antrag von SPD-Stadträten an den Freistaat, auch die Frankenfahne zu hissen, wurde vom damaligen bayerischen Innenminister Joachim Herrmann abgelehnt. Der damalige Nürnberger Oberbürgermeister Ulrich Maly entschärfte den Konflikt im Sommer 2019 durch das Aufziehen der Nürnberger Stadtflagge. In ihrer Version ohne Stadtwappen sieht sie der Frankenflagge sehr ähnlich. Die Kosten für den neu zu errichtenden acht Meter hohen Fahnenmast beliefen sich auf 25.000 Euro. Nach dem Verfassungsbeschluss des Landtags von 2012 wechselte im Sommer desselben Jahres die Beflaggung erneut: Die deutsche Flagge auf dem Hauptgebäude (Palas) wurde durch die bayerische Flagge ersetzt, welche zuvor auf dem Heidenturm gehisst wurde. Seitdem weht hier die fränkische Flagge. Die Flagge Deutschlands befindet sich nun an einem neu errichteten Fahnenmast, der sich auf der Burgfreiung befindet.

Nürnberger Stadtflagge
Frankenflagge mit Frankenrechen
Frankenflagge ohne Frankenrechen

### Badische Fahne auf dem Karlsruher Schloss
In Baden-Württemberg ist im früher badischen Landesteil die badische Fahne noch populär. Sie wird in der einfachen Form Gelb-Rot-Gelb oder auch mit Wappen, beispielsweise auf dem Berg Hohenkrähen im Hegau, regelmäßig gehisst. Zu den Jubiläumsfeiern der Stadt Karlsruhe geschah das auch auf dem Badischen Landesmuseum in Karlsruhe, drei Jahre unbeanstandet. Als zu einem Revolutions-Jubiläum eine rote Flagge gehisst wurde, beschwerte sich ein Bürger bei der Landesregierung von Baden-Württemberg in Stuttgart. Ministerpräsident Winfried Kretschmann ordnete mit Bezug auf den Flaggenerlass des Landes an, die gelb-schwarze Flagge des Landes Baden-Württemberg zu hissen. Nach heftigen Protesten erlaubte er mit einer Ausnahmegenehmigung das weitere Hissen der badischen Flagge.

## Aktuelle Beispiele

### Der Union Jack in Nationalflaggen
Die Nationalflaggen Australiens, Neuseelands, Tuvalus und Fidschis führen in der Gösch den Union Jack als Symbol der Bindung an die ehemalige Kolonialmacht Großbritannien (siehe auch: Blue Ensign). Dies wird von Teilen der jeweiligen Bevölkerung als Symbol der Vorherrschaft Großbritanniens abgelehnt. Traditionelle Farben und Symbole der Sportler Australiens und Neuseelands liefern in diesen Ländern Vorlagen für beliebte Flaggenvorschläge, die vor allem bei Sportveranstaltungen bei den Fans ihre Verwendung finden. In Australien entstand so eine weit verbreitete Flagge mit einem boxenden, goldenen Känguru (Boxing kangaroo), teils mit den Sternen aus der Nationalflagge in Gold auf grünem Grund. In Neuseeland findet sich oft eine schwarze Flagge mit einem silbernen Farn. Daneben gibt es in beiden Ländern eine Vielzahl weiterer Vorschläge.

1:2  Flagge Australiens
Sportflagge Australiens
Union Jack durch die Flagge der Aborigines ersetzt

1:2  Flagge Neuseelands
rot-weiß-blauer Entwurf von Kyle Lockwood 2000
schwarz-weiß-blauer Entwurf von Kyle Lockwood

Während in Australien die Diskussion seit Jahren ohne Ergebnis anhält, wurde in Tuvalu zwischen 1995 und 1997 eine Nationalflagge ohne Union Jack verwendet, bis ein erneuter Regierungswechsel auch die Rückkehr zu einer leicht modifizierten Form der alten Nationalflagge mit dem Union Jack nach sich zog.
Am 24. März 2016 stimmten die Neuseeländer in einem Referendum gegen die Einführung der schwarz-weiß-blauen Silberfarn-Flagge und damit für die Beibehaltung der bisherigen Nationalflagge.
2015 wurde in Fidschi über die Einführung einer neuen Nationalflagge ohne Union Jack nachgedacht und Entwürfe gesammelt. 2016 verwarf man aber wieder den Gedanken mit Hinweis auf die hohen Kosten eines Flaggenwechsels.

1:2   Flagge Tuvalus zwischen 1978 und 1995
1:2   Flagge Tuvalus zwischen 1995 und 1997
1:2  Flagge Tuvalus
1:2  Flagge Fidschis

In Kanada wurde 1965 die alte Flagge mit dem Union Jack endgültig durch eine neue Nationalflagge ersetzt. Hier hatte vor allem die frankophone Bevölkerung (etwa 23 % der Kanadier, über 80 % in Québec) gegen den Union Jack aufbegehrt. Allerdings sind hier immer noch einige nicht zufrieden, die sich an der rot-weißen Farbgebung störten, die ihnen als zu englisch erscheint. Sie fordern weiterhin ein sichtbares Symbol der Französisch sprechenden Bevölkerung, so etwa durch die Aufnahme von Blau in die Nationalflagge (in Anlehnung an das Bleu-Blanc-Rouge der französischen Tricolore), was aber auch wieder der Farbgebung des Union Jack entsprechen würde.

1:2  Flagge Kanadas
1:2  Flagge Kanadas 1957–1965
Flaggenvorschlag von 2006

### Union Jack in Nordirland

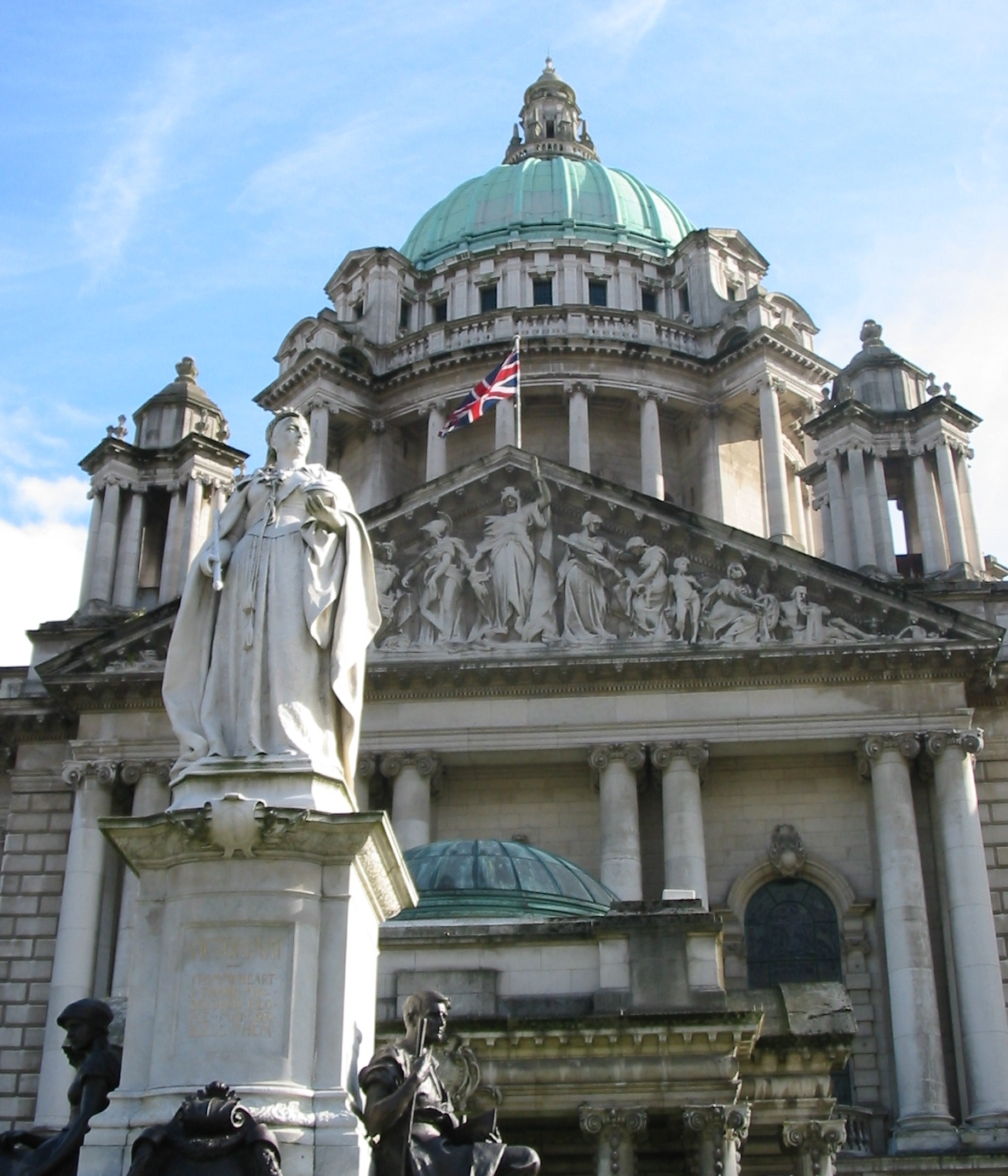
Der Union Jack am Rathaus von Belfast

Am 3. Dezember 2012 beschloss der Stadtrat der nordirischen Hauptstadt Belfast den Union Jack nur noch zu besonderen Anlässen statt täglich am Rathaus zu setzen. Infolgedessen kam es zu gewalttätigen Unruhen durch pro-britische Protestanten, die darin eine Abkehr vom Vereinigten Königreich sehen. Ausschreitungen gab es insbesondere in Belfast, aber auch in anderen mehrheitlich von Protestanten bewohnten Städten Nordirlands. Die Krawalle hielten bis Mitte Januar 2013 an.

### Belarus
1995 erfolgte über ein vom Präsidenten Aljaksandr Lukaschenka initiiertes kontroverses Referendum ein Wechsel der Staatssymbole in Belarus. Die Pahonia und die weiß-rot-weiße Fahne, erstmals für kurze Zeit 1918 in der Weißrussischen Volksrepublik und dann wieder 1991 nach Wiederherstellung der Unabhängigkeit eingeführt, wurden durch minimal veränderte Symbole der ehemaligen Belarussischen SSR ersetzt.
Das Ergebnis des Referendums wurde von einem großen Teil der Opposition nicht anerkannt. Das Referendum und die Wahlen wurden auch von internationalen Beobachtern als unfrei bezeichnet, jedoch wurde der de facto stattgefundene Flaggenwechsel von der internationalen Gemeinschaft angenommen.

1:2  Flagge der Weißrussischen Sozialistischen Sowjetrepublik von 1951 bis 1991
1:2  Staatsflagge von 1918 und 1991
1:2 Flagge unter Präsident Lukaschenka eingeführt (1995 bis 2012)
Staatsflagge seit 2012

Die weiß-rot-weiße Fahne ist seitdem zu einem Symbol der Opposition gegen Lukaschenka geworden. Das Zeigen der Flagge in der Öffentlichkeit ist zwar offiziell nicht verboten, wird jedoch regelmäßig unter anderen formellen Gründen bestraft. Die Exilregierung der Weißruthenischen Volksrepublik verwendet auch die weiß-rot-weiße Fahne.